# 테크노로이드
테크노로이드(일본어: テクノロイド)는 사이버에이전트, 에이벡스 픽쳐스, Elements Garden에 의한 일본의 미디어 믹스 작품. 2021년 11월 6일에 프로젝트 발표회가 개최되어 2022년부터 전개된다.
도가코보가 애니메이션 제작을 원더플래닛이 게임 개발을, 우에마츠 노리야스, RUCCA, Elements Garden이 원안을 각각 담당하고 애니메이션과 게임, 음악이 각각 연동된다.
대규모 기후 변동에 의해서 희망을 잃은 인류가 「바벨」이라고 불리는 엔터테인먼트 타워에서 안드로이드들에 의해서 펼쳐지는 라이브 배틀에 열중한다고 하는 세계를 무대로 한 이야기가 그려진다.

## 등장인물

### KNoCC
코발트 (コバルト)
성우 : 우라 카즈키
크롬 (クロム)
성우 : 시부야 사토이
케이 (ケイ)
성우 : 미네타 히로무
네온 (ネオン)
성우 : kayto

### STAND-ALONE
카이트 (カイト)
성우 : 후루카와 마코토
라이트 (ライト)
성우 : 하기야 케이고
나이트 (ナイト)
성우 : 카지와라 가쿠토

### 메카니카메타리카 (メカニカメタリカ)
실버 (シルバ)
성우 : 에노키 준야
아우루 (アウル)
성우 : 오오츠카 타케오
라나 (ラナ)
성우 : 스기바야시 아키토
진 (ジン)
성우 : 나카무라 슈고

### 프랭키♡노트 (フランキー♡ノット)
프랑 (フラン)
성우: 코바야시 다이키
하이드 (ハイド)
성우: 시게마츠 치하루
림 (リム)
성우: 쿠사노 타이치

### D.M.A.
보라 (ボーラ)
성우 : 하마노 다이키
키오 (キオ)
성우 : 시오구치 료헤이
로디 (ロージー)
성우 : 코바야시 타츠유키

### 기관신사 (機関紳士)
노벨 (ノーベル)
성우 : 노지마 켄지
루마 (ルゥマ)
성우 : 토키 슌이치
아인자츠 (アインザッツ)
성우 : 쿠마가이 켄타로

### 그 외
시바우라 에소라 (芝浦エソラ)
성우 : 타무라 무츠미
엘리자 (エリザ)
성우 : 세토 아사미